# Decoroscutellum
Decoroscutellum – rodzaj stawonogów z wymarłej gromady trylobitów, z rzędu Corynexochida.
Żył w okresie syluru (przydol) i wczesnego dewonu.